# Alžbětín
Alžbětín (německy Elisenthal) je místní část města Železná Ruda v okrese Klatovy v Plzeňském kraji. Leží v Železnorudském průsmyku v údolí říčky Řezné asi 2,5 kilometru jihozápadně od centra Železné Rudy na samé hranici s Německem. Alžbětínem probíhá silnice I/27 mezi Železnou Rudou a Bayerisch Eisenstein a nalézá se zde též hraniční nádraží Železná Ruda-Alžbětín na železniční trati Plzeň–Klatovy–Železná Ruda(–Zwiesel–Plattling). V roce 2011 zde trvale žilo 97 obyvatel.
Alžbětín je také název katastrálního území o rozloze 7,8 km².

## Změna názvu katastrálního území[5]
- do r. 1949 Městys Železná Ruda II.
- od r. 1949 Železná Ruda II.
- od r. 1998 Alžbětín

## Historie
První písemná zmínka o vesnici pochází z roku 1569.

## Obyvatelstvo
| Rok            | 1869 | 1880 | 1890 | 1900 | 1910 | 1921 | 1930 | 1950 | 1961 | 1970 | 1980 | 1991 | 2001 | 2011 | 2021 |
| -------------- | ---- | ---- | ---- | ---- | ---- | ---- | ---- | ---- | ---- | ---- | ---- | ---- | ---- | ---- | ---- |
| Počet obyvatel | 481  | 529  | 763  | 762  | 713  | 682  | 717  | 0    | 64   | 103  | 77   | 59   | 62   | 97   | 76   |
| Počet domů     | 28   | 31   | 42   | 45   | 45   | 48   | 56   | 59   | 59   | 21   | 18   | 19   | 17   | 20   | 20   |

## Zajímavosti
- společné česko-německé nádraží Železná Ruda-Alžbětín, státní hranice prochází středem nádražní budovy
- památný strom Alžbětínská lípa
- naučné stezky Utajená obrana železné opony a Sklářská

## Galerie

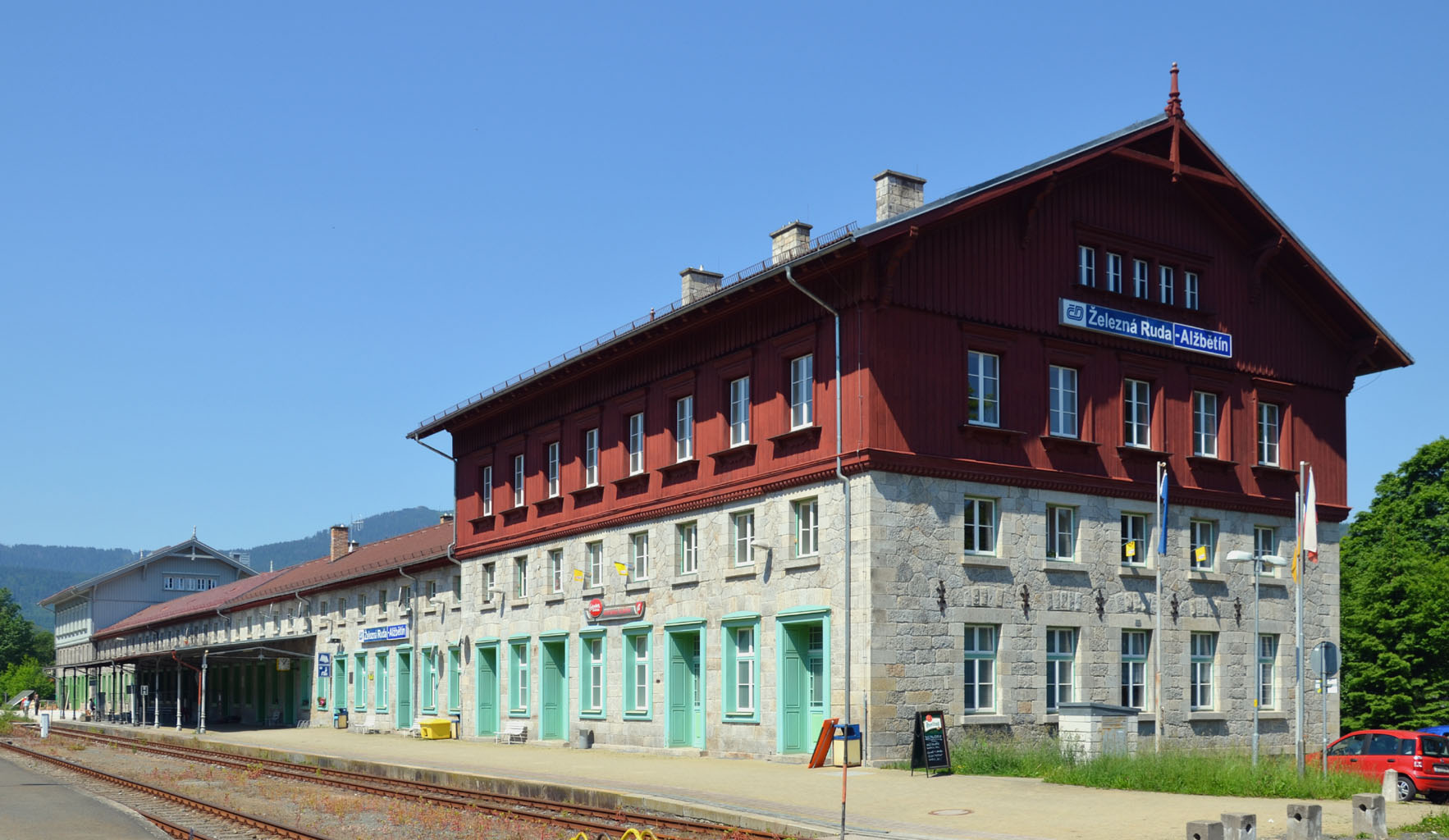
Česko-německá nádražní budova
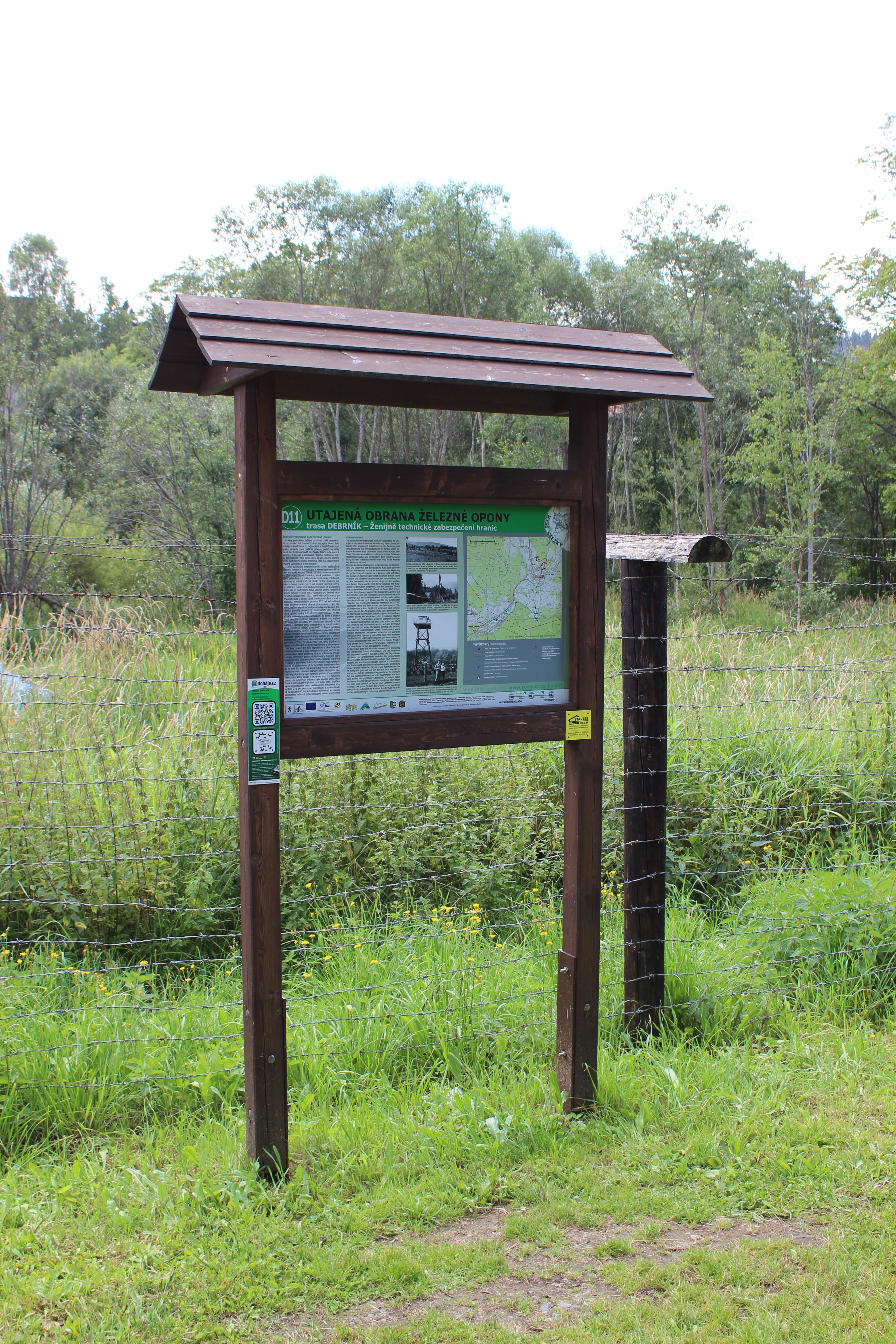
Naučná stezka Utajená obrana železné opony
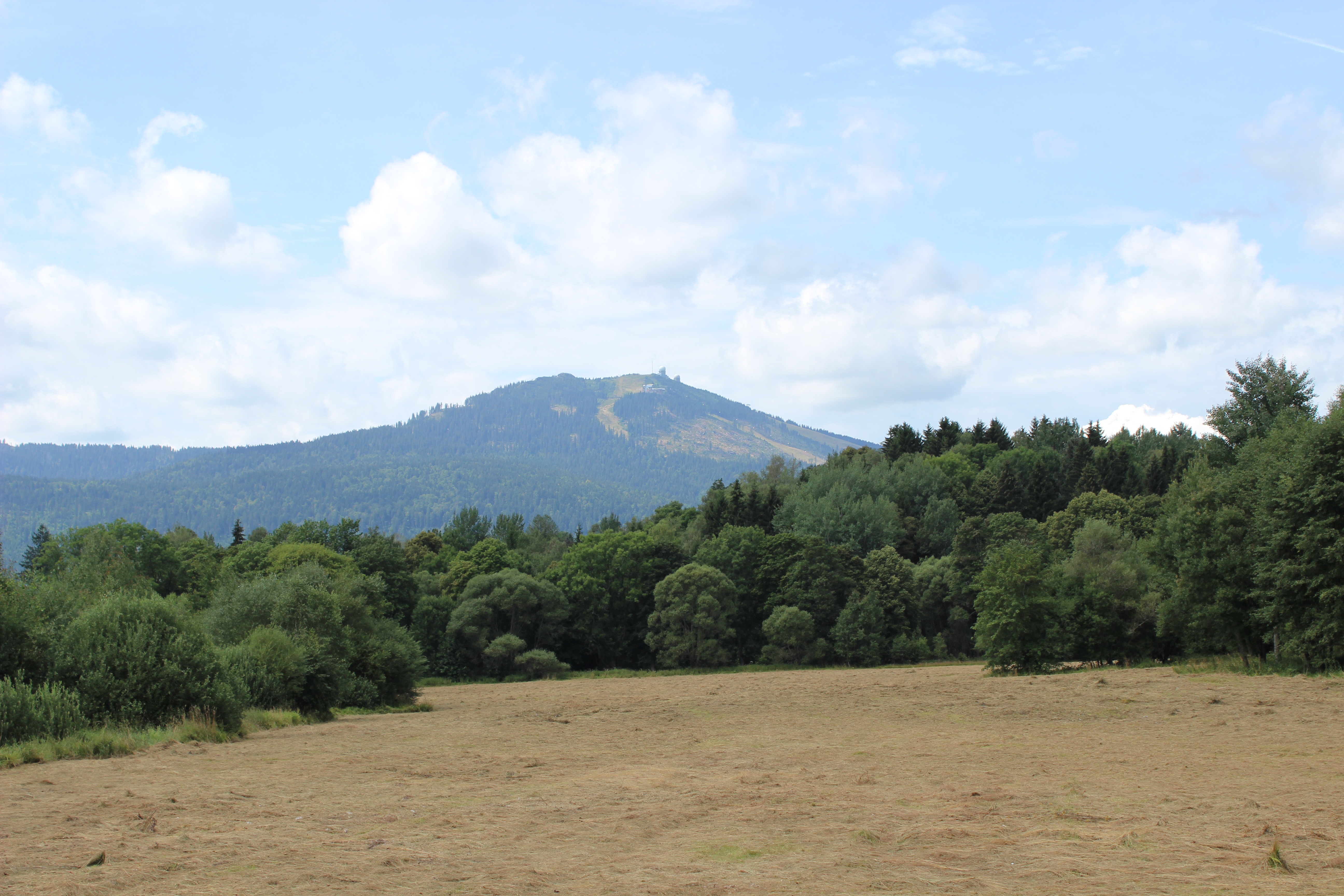
Pohled z Alžbětína na Velký Javor
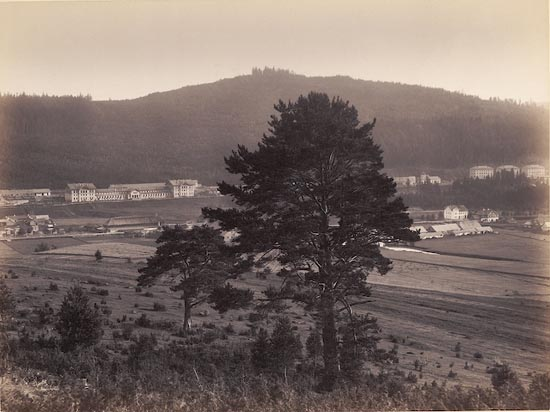
Alžbětín v letech 1880–1882